# Gabrielle d'Estrées a jedna z jejích sester
Gabrielle d'Estrées a jedna z jejích sester (v originále Gabrielle d'Estrées et une de ses Soeurs) je obraz Gabrielle d'Estrées, oblíbené milenky francouzského krále Jindřicha IV., a jedné z jejích sester. Jde o dílo neznámého autora, vzniklé kolem roku 1594, které je obvykle připisováno malířům tzv. školy z Fontainebleau. Malba nyní visí v pařížském muzeu Louvre. Obraz zachycuje Gabrielle d'Estrées, jak sedí nahá v lázni, v levé ruce drží prsten. Její sestra sedí nahá vedle ní a tiskne jí pravou bradavku.
Gabrielle d'Estrées pocházela z francouzského šlechtického rodu z Pikardie. Stala se milenkou krále Jindřicha IV., získala titul vévodkyně de Beaufort (1597), její tři synové, které měla s králem, získali legitimitu a později titul z Vendôme. Gesto stisknutí bradavky je často interpretováno jako symbolické oznámení Gabriellina těhotenství s králem Jindřichem IV. Podle internetových stránek muzea v Louvru jde o „podivně laskavý způsob, jakým sestra Gabrielle d'Estrées tiskne její pravé ňadro“, a který byl často interpretován jako symbol očekávaného příchodu nemanželského dítěte Jindřicha IV. s Gabrielle d'Estrées. Tento výklad se zdá potvrzovat mladá žena zobrazená v pozadí. Žena je skloněná nad šitím, které drží v klíně – možná připravuje výbavičku pro nadcházející dítě.
O kroužku, který Gabrielle drží v levé ruce, se říká[kdo?], že je to korunovační prsten Jindřicha IV., který jí údajně dal na důkaz lásky krátce předtím, než zemřela. Zemřela několik hodin před svatbou s Jindřichem IV., 10. dubna 1599.
Ve 20. století byl obraz chápán i jako téma poukazující na ženskou homosexualitu.